# Yangpu
Yangpu är ett stadsdistrikt i Shanghai i östra Kina.
Det judiska ghettot under det andra kinesisk-japanska kriget (1937-45) var beläget i Hongkou- och Yangpu-distrikten.
Yangpu är indelat i tolv stadsdelsdistrikt (jiedao):

- Changbai Xincun (长白新村街道)
- Daqiao (大桥街道)
- Dinghailu (定海路街道)
- Jiangpulu (江浦路街道)
- Kongjianglu (控江路街道)
- Pinglianglu (平凉路街道)
- Sipinglu (四平路街道)
- Wujiaochang (五角场街道)
- Xinjiangwancheng (新江湾城街道)
- Yanji Xincun (延吉新村街道)
- Yinhang (殷行街道)
- Changhailu (长海路街道)